# 下津井町
下津井町（しもついちょう）は、かつて岡山県児島郡にあった町である。1948年（昭和23年）4月1日にほか3町村と合併し児島市となった。現在は倉敷市児島地域の下津井地区にあたる。ここでは、町制施行前の名称である下津井村（しもついそん）についても述べる。

## 歴史
- 939年（天慶2年） - 藤原純友が釜島に砦を築く。（承平天慶の乱）
- 1183年（寿永2年） - 治承・寿永の乱下津井沖の合戦で平教盛らが長浜城（現在の祇園神社）に陣を敷く。
- 1336年（延元元年） - 南北朝の戦いで足利尊氏が上陸する。
- 1603年（慶長8年） - 池田忠継が28万石で岡山に入封、岡山藩池田家の支配地になる。
- 1606年（慶長11年） - 新しい下津井城が築城される。
- 1639年（寛永16年） - 一国一城令により下津井城が廃城。
- 1732年（享保17年） - 下津井の漁師と塩飽諸島の漁民が漁業権争いに決着をつけるため大岡忠相の命により“樽流し”が行われる。
- 1889年（明治22年） - 町村制施行の際に児島郡下津井村・吹上村が合併し同郡下津井村（しもついそん）、同郡田之浦村・大畠村が合併して同郡長浜村（ながはまそん）をそれぞれ新設。
- 1896年（明治29年） - 下津井村が町制を施行し下津井町となる。
- 1900年（明治33年） - 下津井村のうち大字吹上が長浜村へ移管。
- 1907年（明治40年） - 下津井町と長浜村が合併し、新しい下津井町を新設。
- 1911年（明治44年） - 下津井軽便鉄道（後の下津井電鉄）が設立される。
- 1914年（大正2年） - 下津井軽便鉄道の下津井〜味野間が完成し営業を開始する。
- 1948年（昭和23年） - 児島郡下津井町・味野町・児島町・琴浦町・本荘村が合併し、児島市（こじまし）を新設。
- 1972年（昭和47年）2月1日 - 児島市・倉敷市・玉島市が合併し、現在の倉敷市を新設。
- 1972年（昭和47年）4月1日 - 下津井電鉄が、茶屋町〜児島間を廃止し、路線跡を倉敷市へ売却する。
- 1986年（昭和61年） 岡山県の町並み保存地区に指定。
- 1988年（昭和63年） - 瀬戸大橋が開通する。
- 1991年（平成3年）1月1日 - 下津井電鉄が下津井〜児島間を廃止し、鉄道事業から撤退する。